# Пулково (Кингисеппский район)
Пу́лково — деревня в  Большелуцком сельском поселении Кингисеппского района Ленинградской области.

## История
Деревня Пулкова упоминается на карте Санкт-Петербургской губернии 1792 года А. М. Вильбрехта.
На карте Санкт-Петербургской губернии Ф. Ф. Шуберта 1834 года также обозначена деревня Пулкова.

ПУЛКОВО — деревня принадлежит капитанше баронессе Корф, число жителей по ревизии: 50 м. п., 57 ж. п.; В оной: бутылочный завод. (1838 год)

Согласно карте профессора С. С. Куторги 1852 года деревня называлась Пулкова.

ПУЛКОВО — деревня генерал-майора барона Корфа, 12 вёрст по почтовой, а остальное по просёлкам, число дворов — 14, число душ — 46 м. п. (1856 год)

ПУЛКОВО — деревня, число жителей по X-ой ревизии 1857 года: 43 м. п., 54 ж. п., всего 97 чел.

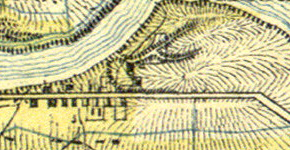
Деревня Пулково на карте 1860 года

Согласно «Топографической карте частей Санкт-Петербургской и Выборгской губерний» 1860 года деревня Пулково была безымянным селением.

ПУЛКОВО — деревня владельческая при реке Луге, число дворов — 8, число жителей: 51 м. п., 40 ж. п. (1862 год)

ПУЛКОВО — деревня, по земской переписи 1882 года: семей — 23, в них 71 м. п., 66 ж. п., всего 131 чел.

В 1883—1884 годах временнообязанные крестьяне деревни выкупили свои земельные наделы у барона П. П. Корфа и стали собственниками земли.

ПУЛКОВО — деревня, число хозяйств по земской переписи 1899 года — 22, число жителей: 72 м. п., 58 ж. п., всего 130 чел.;
 разряд крестьян: бывшие владельческие; народность: русская — 90 чел., финская — 29 чел., смешанная — 11 чел.

В конце XIX — начале XX века деревня Пулково административно относилась к Горкской волости 2-го стана Ямбургского уезда Санкт-Петербургской губернии.
С 1917 по 1927 год деревня Пулково входила в состав Пулковского сельсовета Горкской волости Кингисеппского уезда.
С 1924 года в составе Свейского сельсовета.
С 1925 года в составе Извозского сельсовета.
Согласно данным переписи населения СССР 1926 года в деревне Пулково проживали 162 человека, большинство русские, а также эстонцы и финны.
С февраля 1927 года в составе Кингисеппской волости. С августа 1927 года в составе Кингисеппского района.
В 1928 году население деревни Пулково также составляло 162 человека.

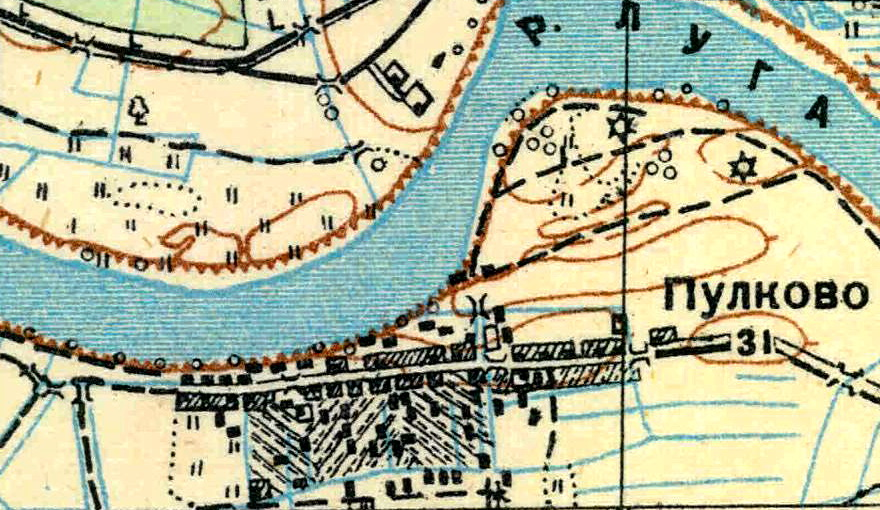
План деревни Пулково. 1930 год

Согласно топографической карте 1930 года деревня насчитывала 31 двор.
По данным 1933 года деревня Пулково входила в состав Извозского сельсовета Кингисеппского района.
C 1 августа 1941 года по 31 января 1944 года деревня находилась в оккупации.
С 1950 года в составе Кошкинского сельсовета.
В 1958 году население деревни Пулково составляло 33 человека.
По данным 1966, 1973 и 1990 годов деревня Пулково также входила в состав Кошкинского сельсовета.
В 1997 году в деревне Пулково Большелуцкой волости проживали 8 человек, в 2002 году — 61 человек (русские — 95 %), в 2007 году — 38.

## География
Деревня расположена в юго-западной части района на левом берегу реки Луга на автодороге 41К-109 (Лужицы — Первое Мая).
Расстояние до административного центра поселения — 21 км.
Расстояние до ближайшей железнодорожной станции Сала — 7 км.

## Демография
| 1838 | 1857 | 1862 | 1882 | 1899 | 1997 | 2007 |
| ---- | ---- | ---- | ---- | ---- | ---- | ---- |
| 107  | ↘97  | ↘91  | ↗131 | ↘130 | ↘8   | ↗38  |
| 2010 | 2017 |      |      |      |      |      |
| ↗49  | ↘30  |      |      |      |      |      |

### Национальный состав
Согласно данным Всероссийской переписи населения 2021 года в деревне проживали 39 человек, из них:
 русские — 38, белорусы — 1 человек.

## Фото

Артиллерийский полукапонир №2
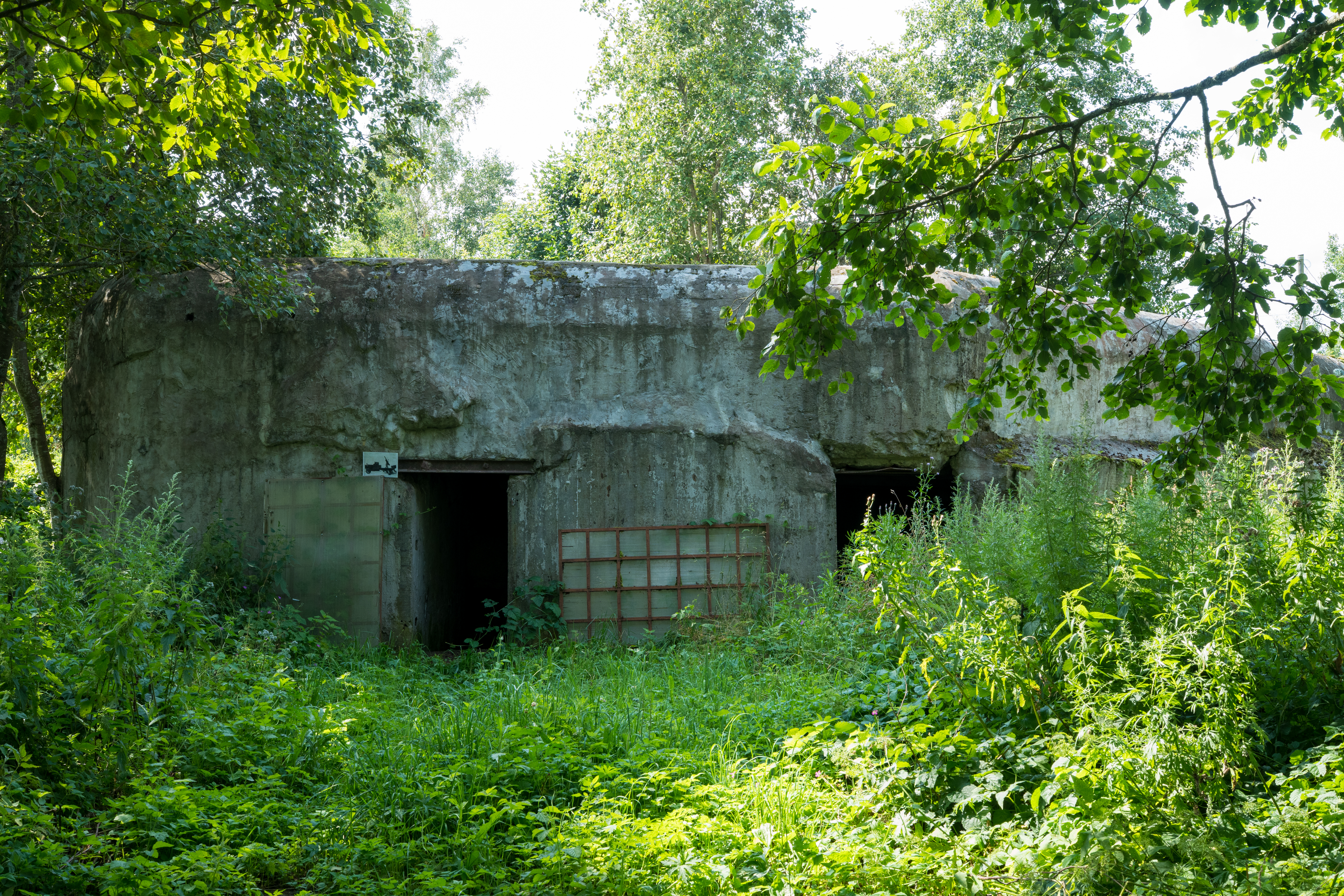
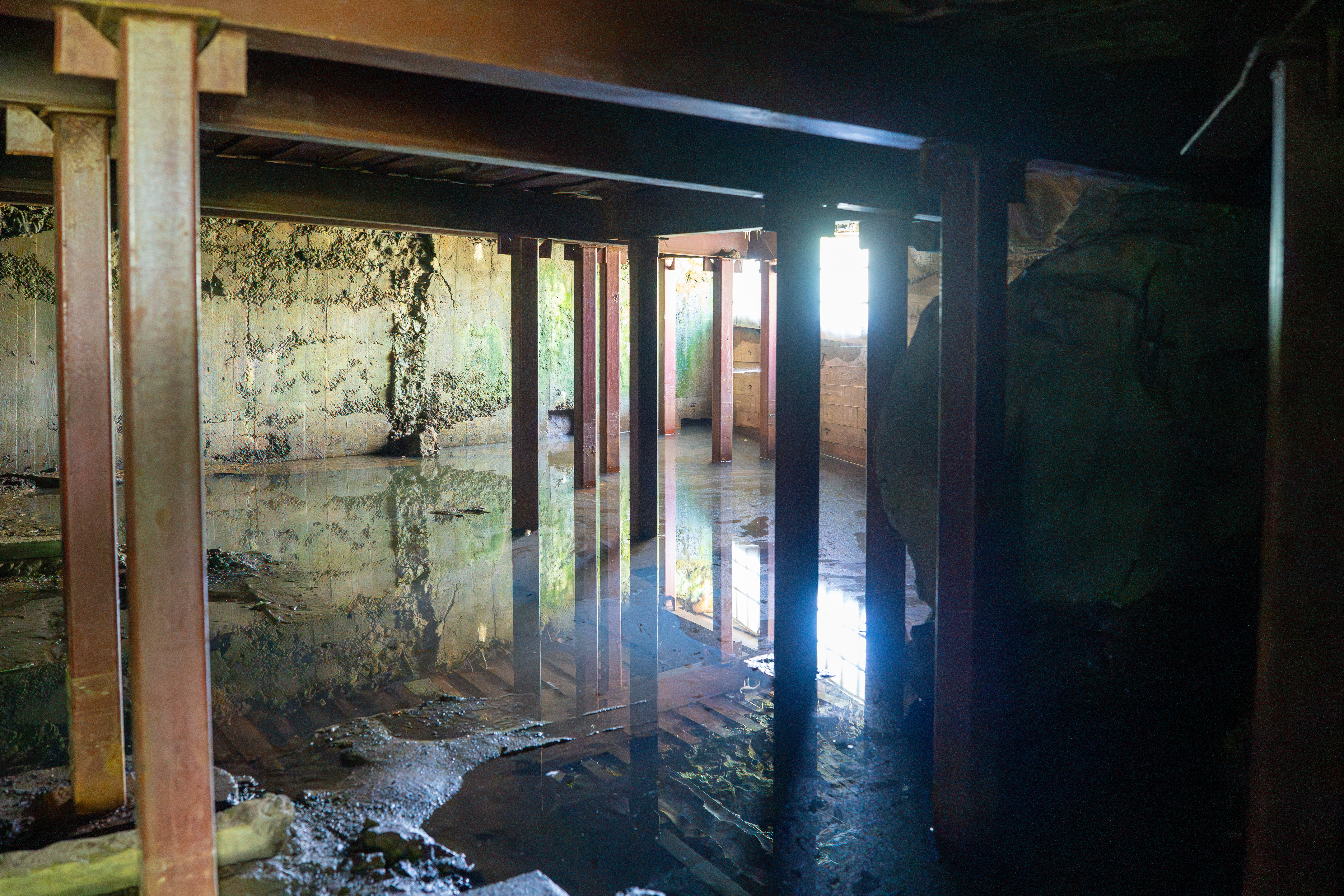
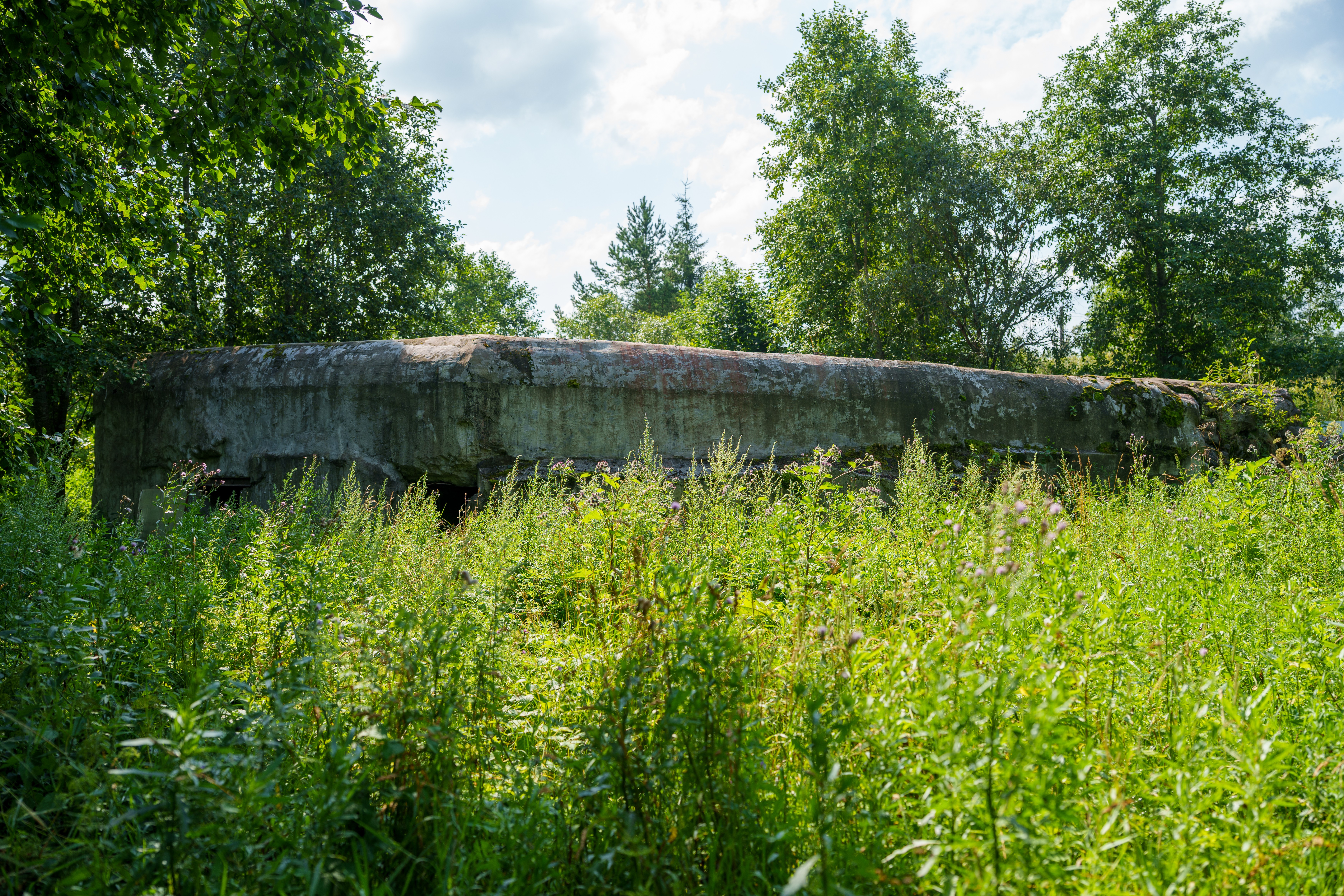

## Улицы
Набережная, Речная, Строителей, Цветочная, Центральная.